# طوابع البريد والتاريخ البريدي لبوتان

طوابع تسجيل بوتان 1973. تحتوي الطوابع على النشيد الملكي لبوتان والأغاني الشعبية وتاريخ موجز لبوتان.

صدرت أول طوابع بريدية لبوتان في عام 1962 وهو نفس العام الذي افتتح فيه أول طريق للسيارات. قبل ذلك كان هناك نظام لتسليم البريد الرسمي باستخدام موزعي البريد. إذ كانت طوابع الإيرادات مقبولة كوسيلة للدفع مقابل البريد الداخلي في الفترة ما بين 1955 و1962. ثمّ أُنشيء نظام بريدي رسمي مع انفتاح بوتان في أوائل الستينيات.
ساهم رجل الأعمال الأمريكي بيرت تود في إنشاء برنامج طوابع البريد في البلاد وأصبحت بوتان معروفة بالتصاميم والمواد غير العادية المستخدمة في طوابعها التي اختارها تود خصيصًا لجذب الانتباه. وبمساعدة المستشار البريدي الهندي الدكتور ك. رامامورتي -الذي كان في بوتان من عام 1964 إلى عام 1968- أُنشأت منظمة وبنية بريدية مناسبة تحت اشراف ضابط بوتاني شاب يُدعى السيد لام بنجور، الذي أصبح فيما بعد مدير إدارة البريد والتليغراف (البرق).

## تاريخ تسليم البريد

### البريد قبل عام 1955
لم يكن هناك أي إجراء منهجي لنقل البريد قبل عام 1955. في غياب الطرق الصالحة للسيارات، كان يُرسل البريد الرسمي من مبنى دزونغ إلى آخر أو إلى أحد القصور الملكية من خلال وكلاء بريد خاصين أو مسافرين عاديين حسب الحاجة. كان ثريمبون (مسؤول المحكمة الجزئية الرئيسي) في كل دزونغ مسؤولاً عن نقل البريد الرسمي.

### نظامدزونغ داكواستخدام الأوراق المالية كأجرة بريدية

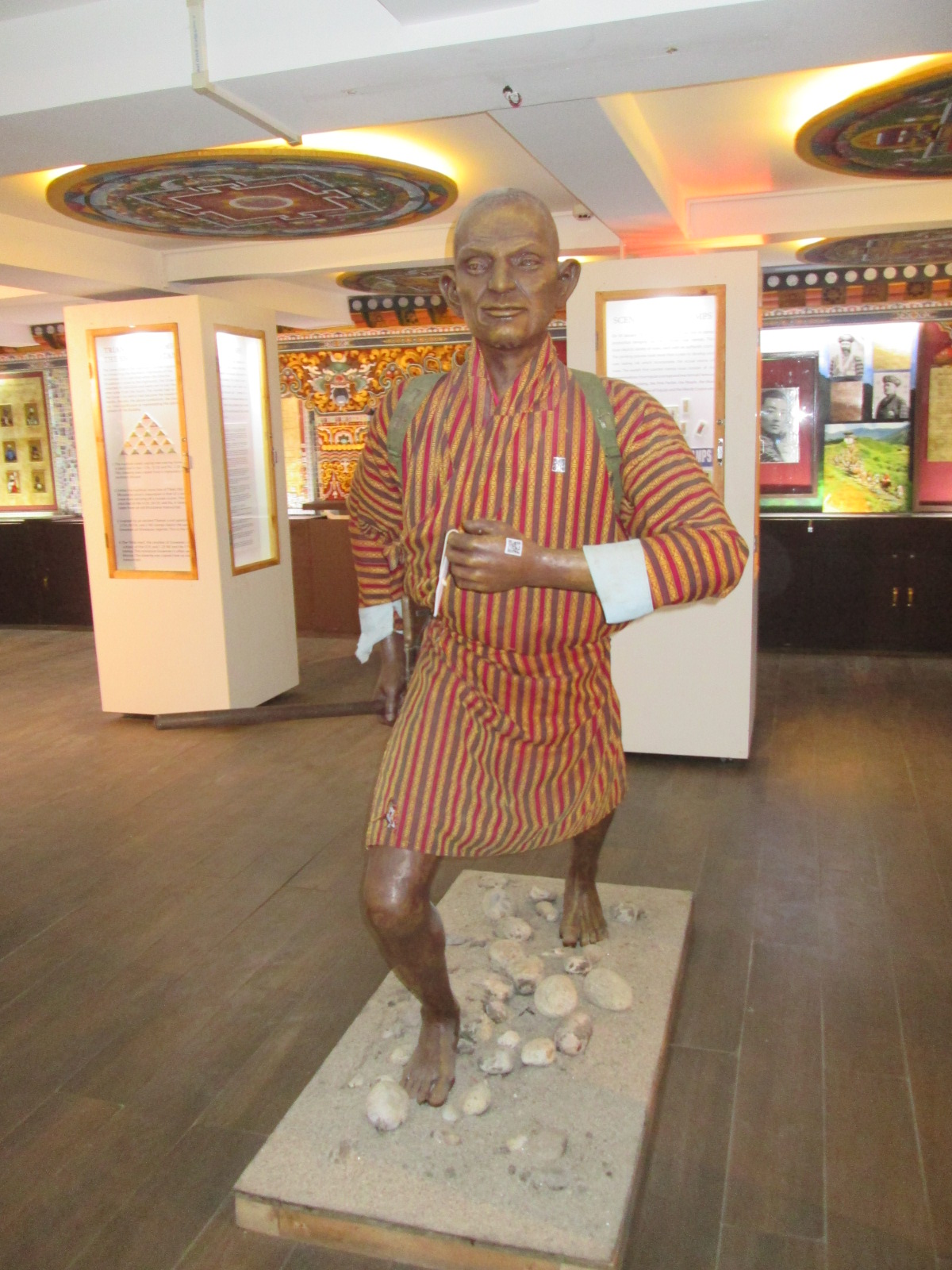
ساعي بريد بوتاني كما هو معروض في متحف بوتان البريدي في تيمفو، بوتان

في عام 1955 قامت الحكومة الملكية في بوتان بتنظيم إرسال البريد من مختلف المكاتب الحكومية على فترات مدتها خمسة أيام، ووضعته على أساس نقدي لأن النظام كان يعاني من ضغوط شديدة بسبب الخصخصة المتزايد في استعمال للبريد الشخصي. كان لا بد من استخدام طوابع الإيرادات المالية، التي أُصدرت في العام السابق كدليل على الدفع المسبق للخدمات. و استثني من ذلك البريد الخاص بالملك، حيث سُمح بنقله دون تثبيت هذه الطوابع. يُشار إلى نظام نقل البريد هذا بشكل عام باسم "العجلة التي لا يمكن إيقافها" وفي علم الطوابع باسم نظام دزونغ داك( داك تعني "بريد" أو "رسالة" باللغة الهندية).
كان هذا النظام يستخدم لأغراض محلية في بوتان (بما في ذلك البريد إلى المناطق البوتانية القريبة من جبل كايلاش (التبت) وإلى بيت بوتان في كاليمبونج بالهند وكذلك إلى وكيل التجارة البوتاني في لاسا). نُقل البريد المدفوع مسبقًا من بوتان إلى الوجهات الأجنبية باستخدام الطوابع المالية بواسطة رسل دزونغ. في البداية كان يُرسل إلى مكتب البريد الهندي في ياتونج في التبت وبعدها تسلم المنشآت البريدية الهندية في التبت إلى الصين تحديداً إلى مكتب البريد الصيني الذي يقع خلف مكتب البريد الهندي هناك في أبريل 1955.
أُضيفت رسوم بريدية إضافية للبلد الذي يُشغّل مكتب البريد من أجل النقل اللاحق. كانت معظم الأغلفة المعروفة المرسلة عبر هذا الطريق مخصصة للتمثيل البوتاني في كاليمبونج بالهند والمعروف باسم بيت بوتان. ومع ذلك فإن الأغلفة المخصصة للأفراد والأشخاص الذين يعملون عبر مكتب البريد في كاليمبونج كانت معروفة، وكذلك الأغلفة المخصصة للمواقع البعيدة في الهند ونيبال والمملكة المتحدة والولايات المتحدة. ومن المعروف أن بعض الأغلفة التي لا تحتوي على طوابع إضافية لبلدان أخرى قد وصلت إلى وجهاتها في الولايات المتحدة. بشكل عام تظهر الطوابع المالية على العناصر المرسلة إلى الخارج مثبتة في الجزء العلوي الأيسر من الأغلفة ذات الختم المزدوج. وكانت تترك مساحة في الجزء العلوي الأيمن حيث تُوضع الطوابع الهندية أو الصينية التي تُشترى في ياتونج، فيكون للأغلفة ختم مختلط. تحتوي بعض الأغطية على رسوم بريدية إضافية على الجوانب الخلفية. رغم الجدل حول هذا الأمر، يرى هاوي جمع الطوابع الفنلندي إيرو كاكو أن غالبية الأغلفة المعروفة المرسلة إلى كاليمبونج لا تبدو رسائل حقيقية أرسلت عبر النظام البريدي بل إنها أُنتجت خصيصًا لسوق الطوابع.

### بداية العصر الحديث
كان السير باسيل جون جولد أول من اقترح خطط إصدار طوابع بريدية خاصة ببوتان كمصدر للإيرادات على السلطات البوتانية، وقد كان الضابط السياسي البريطاني الهندي في سيكيم وبوتان والتبت من عام 1936 إلى عام 1945. وفي منتصف الخمسينيات من القرن العشرين نوقشت هذه المسألة بنجاح مرة أخرى مع وزارة الخارجية الهندية، إلى جانب خطط الانضمام إلى الاتحاد البريدي العالمي والنظام البريدي الحديث المطلوب للانضمام إلى هذه المنظمة الدولية. وكانت الهند على استعداد لمساعدة بوتان في تحقيق هذه الرغبات المعلنة. وقد تزايدت الحاجة إلى نظام بريدي حديث مع بدء برامج التنمية في بوتان ونهاية العزلة التي فرضتها على نفسها في أواخر الخمسينيات وأوائل الستينيات. وكان هناك تزايد كبير في المراسلات باللغة الإنجليزية وعدد العناصر البريدية، التي تشمل الآن أيضًا الصحف والدوريات الهندية للموظفين الذين يديرون المدارس ومشاريع التنمية. ولم تكن خدمة بريد الدزونغ قادرة على التعامل مع الزيادة الكبيرة في العناصر البريدية ولم يكن موظفوها قادرين بشكل عام على قراءة اللغة الإنجليزية. وفي خطة الخمس سنوات الأولى التي أطلقت في عام 1961 كان إنشاء خدمة البريد من بين أنشطة التنمية المقترحة. أُنشأت إدارة البريد والبرق التابعة لوزارة الاتصالات وافتُتح أول مكتب بريد منتظم في مدينة فونتشولينج الحدودية في 10 أكتوبر 1962، عندما أُصدرت أيضًا أول طوابع بريدية. وقد وصف قرار المملكة بإصدار طوابع بريدية بأنه أول تأكيد على شخصيتها الدولية.

## طوابع البريد والتاريخ البريدي الحديث

### 1962–1974: بيرت تود ووكالة الطوابع في بوتان
أُنشيء نظام بريدي مع الافتتاح التدريجي لعدد أكبر من مكاتب البريد والوكالات البريدية. وأصبح عمال البريد الذين كانوا يسلكون الطرق الوعرة تدريجيًا تحت سيطرة إدارة البريد والبرق، ولم يعودوا جزءًا من إدارة دزونغ. وُجِّهَ البريد الأجنبي عبر الهند بموجب اتفاقية ثنائية، إذ أنّ بوتان لم تصبح عضوًا في الاتحاد البريدي العالمي (يو بيه يو) والاتحاد البريدي الآسيوي والمحيط الهادئ (أي بيه بيه يو) إلا في 7 مارس 1969. صُمِّمت طوابع البريد وطبعت في البداية بموجب اتفاق مع بيرت كير تود، الذي كان يتولى أيضًا بيعها في السوق الدولية. كان بيرت تود (1924-2006) رجل الأعمال الأمريكي من بيتسبرغ فعالاً في بدء برنامج إصدار الطوابع في بوتان. وقد تعرف على بوتان أثناء دراسته في جامعة أكسفورد ثم زار البلاد في عام 1951 وأصبح مستشارًا للحكومة البوتانية والعائلة المالكة. وقد نُسب إليه الفضل باعتباره أول أمريكي يزور بوتان، مع أنّه لا يمكن إثبات هذا الادعاء على وجه اليقين. وفي هذه الزيارة الأولى طلبت السلطات البوتانية من بيرت تود استكشاف إمكانية طباعة طوابع بريدية خاصة بالبلاد والانضمام إلى اتحاد البريد العالمي. أُنشيء برنامج طوابع بوتان خصيصًا لجمع الأموال لتحسين البنية التحتية في بوتان بعد أن تم رفض منح البلاد قرضًا من البنك الدولي. قام تود بتأسيس وكالة الطوابع البوتانية في ناسو في جزر البهاما. ولم يكن لديه فهم كبير لكيفية تسويق الطوابع من خلال تجارة الطوابع فاعتمد على تصميمات غير عادية مثل الطباعة ثلاثية الأبعاد لجذب الدعاية.
تجاهل العديد من هواة الجمع بعض تصاميم تود المبكرة للطوابع في البداية، ولكنها أصبحت الآن مقتنيات مذهبية. أنتج تود أول طوابع ثلاثية الأبعاد في العالم باستخدام الطباعة العدسية والطوابع البارزة والنحتية بالإضافة إلى الطوابع المطبوعة على الحرير أو حتى رقائق الفولاذ ومجموعة من طوابع الورد المعطر والطوابع الناطقة الشهيرة، وهي أسطوانات مصغرة يمكن تشغيلها على مشغل أسطوانات عادي.
لقد أدى تركيز بيرت تود على السوق الدولية إلى جعل قسم البريد والاتصالات للبريد المحلي (بيه أند تي) يحوي عددًا قليلًا جدًا من الطوابع ذات القيمة المنخفضة. بناءً على نصيحة المستشار البريدي الهندي في بوتان الدكتور ك. رامامورتي أصدرت شركة بيه أند تي سلسلة من الطوابع البريدية ذات الرسوم الإضافية عام 1965، والتي طُبعت في مطبعة الأمن الهندية في ناشيك. واستخدمت نفس الطابعة بواسطة بيه أند تي في العام التالي لأول المطبوعات غير الرسمية العادية منخفضة القيمة ذات الطابع المحلي للدزونغ البوتاني. كانت هناك شكوى أخرى قدمتها شركة بيه أند تي وهي أن وكالة الطوابع في بوتان كانت في كثير من الأحيان تصمم وتطبع طوابع بريدية دون أي مناقشة أو موافقة كافية. بعد وفاة صاحب الجلالة جيغمي دورجي وانجتشوك ملك بوتان الثالث في عام 1972 -وهو صديق جيد لتود- كان أحد التغييرات التي حدثت هو إلغاء عقد وكالة الطوابع في بوتان في نهاية مارس 1974.
أصبحت الطوابع البريدية البوتانية في السنوات الأخيرة تقليدية أكثر مع وجود تنسيق غير عادي في بعض الأحيان. تظل الأوراق المصغرة والموضوعات ذات الأهمية البالغة هي العنصر الأساسي للبرنامج.

## 1974–1996: إدارة البريد والبرق والهيئة العامة للبريد

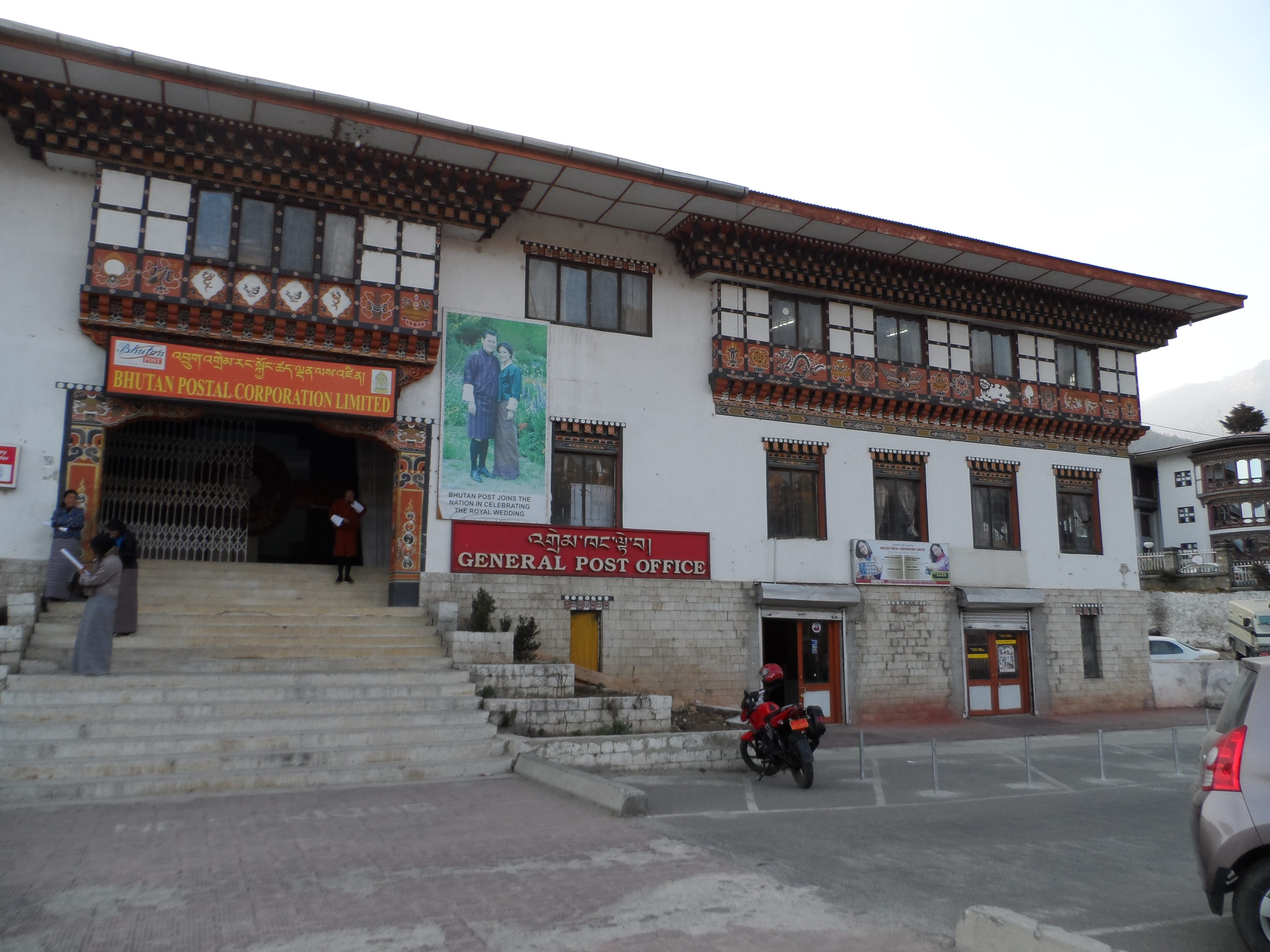
مكتب البريد العام في العاصمة البوتانية تيمفو

مع رحيل تود عينت وزارة البريد والبرق مؤسسة الطوابع الحكومية الدولية (آي جي بيه سي) -ومقرها في نيويورك- كوكيلها الوحيد في جميع أنحاء العالم الذي سمح لـآي جي بيه سي بتصميم وطباعة الطوابع مقابل حقوق الملكية. خلال فترة آي جي بيه سي كان هناك على الأقل إصداران يحملان إرث بيرت تود: العملات الذهبية لعام 1975 وسلسلة الأقنعة التقليدية ثلاثية الأبعاد لعام 1976. وإصداراتها الأخرى كانت تظهر النمط النموذجي لـآي جي بيه سي من المجموعات المواضيعية والتذكارية والأوراق التذكارية، والتي لا ترتبط عمومًا ببلد الإصدار مع استخدام طوابع ذات قيمة اسمية عالية دون استخدام بريدي محلي. كما انخفض دخل المبيعات لآي جي بيه سي بشكل كبير منذ منتصف عام 1986.
لذا قدم قسم الطوابع والتوثيق عام 1992 نظامًا لوكلاء الطوابع للتسويق والمبيعات في جميع أنحاء العالم. بدأت شركة البريد السريع والمواصلات في إصدار سلسلة من الطوابع البريدية التذكارية والخاصة بشكل مستقل. وكان من الممكن للوكلاء أو المنظمات الدولية تقديم مقترحات لإصدار طوابع بريدية التي قد تُصدر مقابل رسوم ملكية بعد الاتفاق عليها. وستكون شركة آي جي بيه سي واحدة من هذه الشركات وستحتفظ بعقد لإنتاج الطوابع البريدية حتى عام 2004 على الأقل.
كانت إحدى المبادرات الخاصة لقسم الطوابع البريدية والاتصالات بعد تقديم هذه السياسة الجديدة هي إصدار عدد " اللوحات الشهيرة - القراءة والكتابة" في مايو عام 1993، والذي صُمم وطبع في أولًا بواسطة وكالة الطوابع البريدية في بوتان للاحتفال بالذكرى المئوية للاتحاد البريدي العالمي (1874-1974) وأعدته الوكالة لإصدارها في أواخر عام 1974. لكن إنهاء العقد بينهما تسبب في تأخير إرسال الطوابع إلى بوتان لكن الطوابع كانت قد شحنت بالفعل إلى بوتان. ومنذ وصولها إلى البلاد، احتُفظ بالطوابع في مخازن الجمارك، ويقال إن إدارة البريد والاتصالات نسيتها حتى أوائل التسعينيات.
انضمت بوتان إلى الاتحاد البريدي لآسيا والمحيط الهادئ (أيه بيه بيه يو) في 14 فبراير 1982. مع إنشاء خدمات طيران دروك بين بوتان والهند وتايلاند عام 1991، لم يعد البريد يحتاج إلى توجيهه براً عبر فونتشولينج إلى الهند فحسب بل أصبح من الممكن أيضاً تبادله مباشرة مع مكاتب التبادل البريدي في نيودلهي وكلكتا وبانكوك.

## 1996–حتى الآن: مؤسسة بريد بوتان
وفي خطة الخمس سنوات السابعة (1992-1997) كانت خصخصة الشركات التي تديرها الحكومة مباشرة أحد الأهداف الرئيسية. ومع ذلك فإن بعضها، لأسباب استراتيجية أو عملية، بقي تحت سيطرة الحكومة. ومع ذلك، ستُزود هذه المؤسسات بهيكل إداري وإطار تشغيلي يشجع الكفاءة مع ضمان عملها بما يخدم المصلحة الوطنية. ونتيجة لذلك دُمجت الأنشطة البريدية والتلغرافية لدائرة البريد والاتصالات في شركة مستقلة تُدعى شركة بريد بوتان المحدودة تحت اسمٍ تجاري هو "بريد بوتان" اعتبارًا من 1 أكتوبر 1996.

### ملصقات البريد البريدي

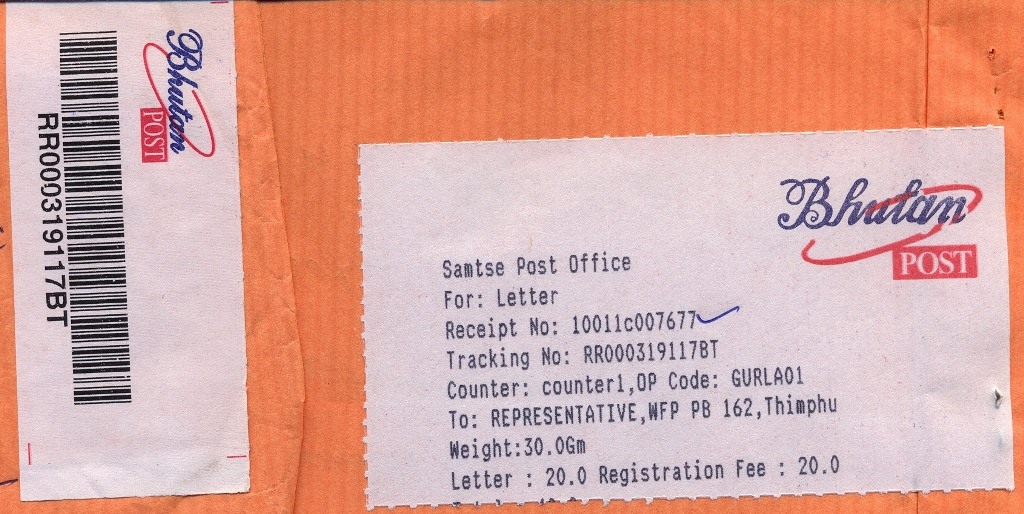
ملصق بريدي للبريد المحلي المسجل في بوتان مع ملصق رمز شريطي منفصل للتسجيل

## الطوابع الضريبية والقانونية وغير القضائية

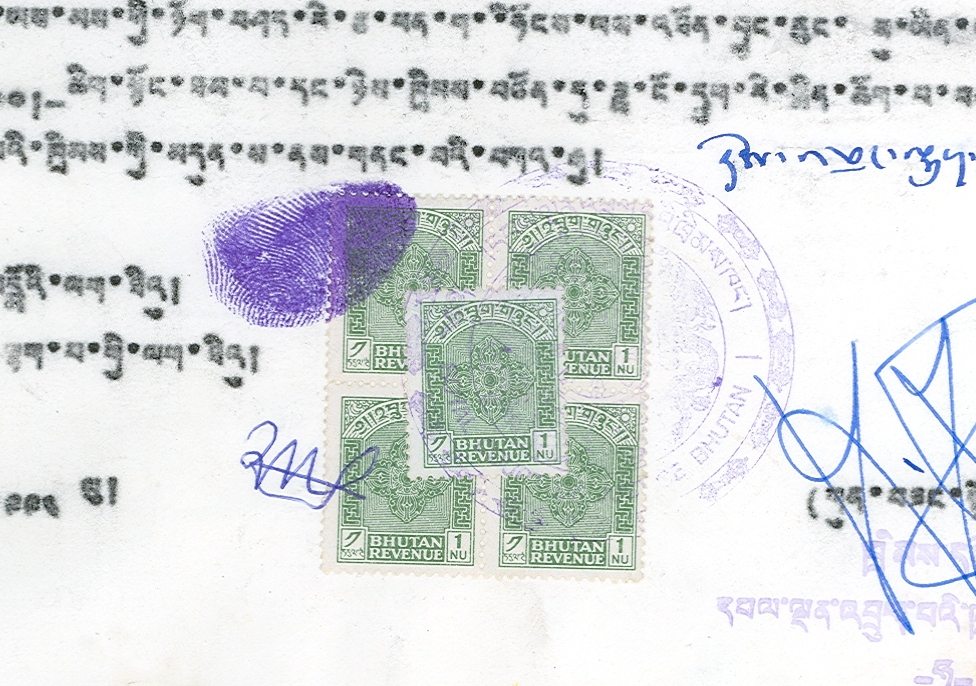
طوابع الإيرادات البوتانية من الخمسينيات من القرن العشرين المستخدمة في وثيقة قانونية

#### بطاقات بريدية مصورة ملونة بنفسك لشهر يونيو 2008

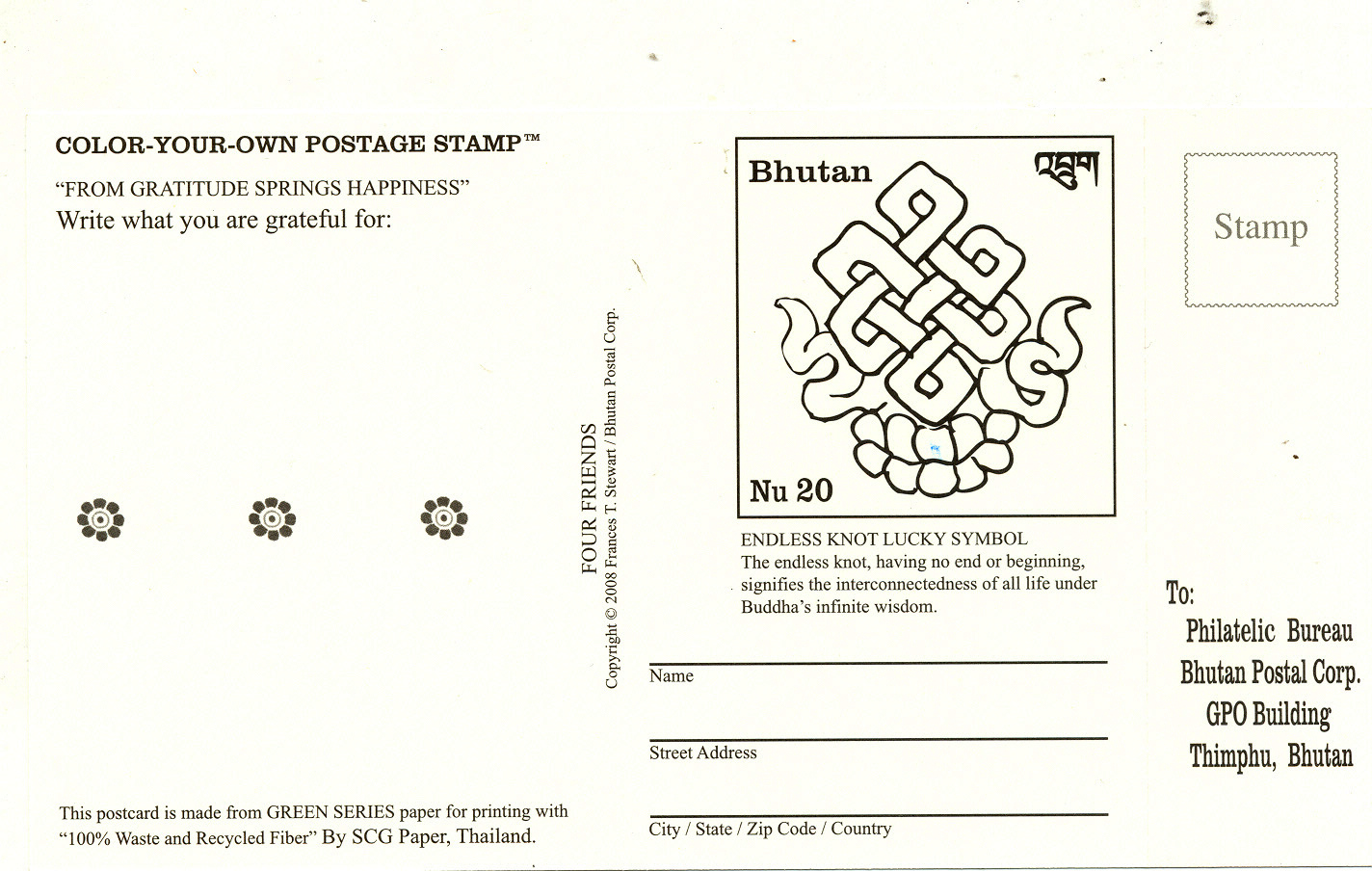
بطاقة بريدية عليها طابع بريدي مطبوع عليه عبارة "لون بنفسك" يظهر عقدة لا نهاية لها

### أوراق الرسائل الداخلية

ورقة خطاب داخلية لعام 1998

### بطاقات بريدية مصورة صادرة عن إدارة البريد والاتصالات وبريد بوتان

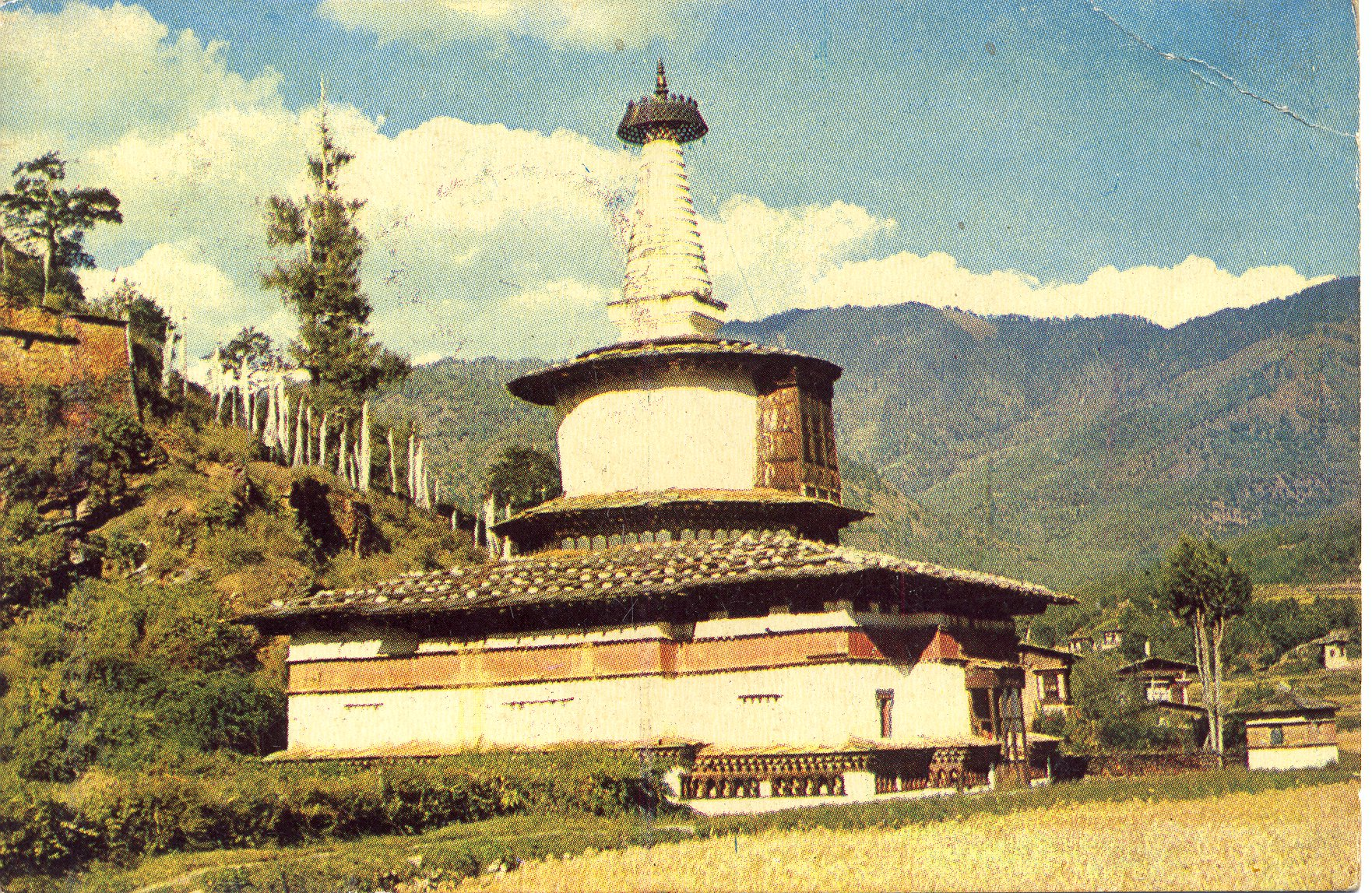
أول بطاقة بريدية متعددة الألوان لشركة بيه آند تي في بوتان عام 1968 تظهر فيها دونغتشي لاخانغ

## مكاتب البريد والعلامات البريدية

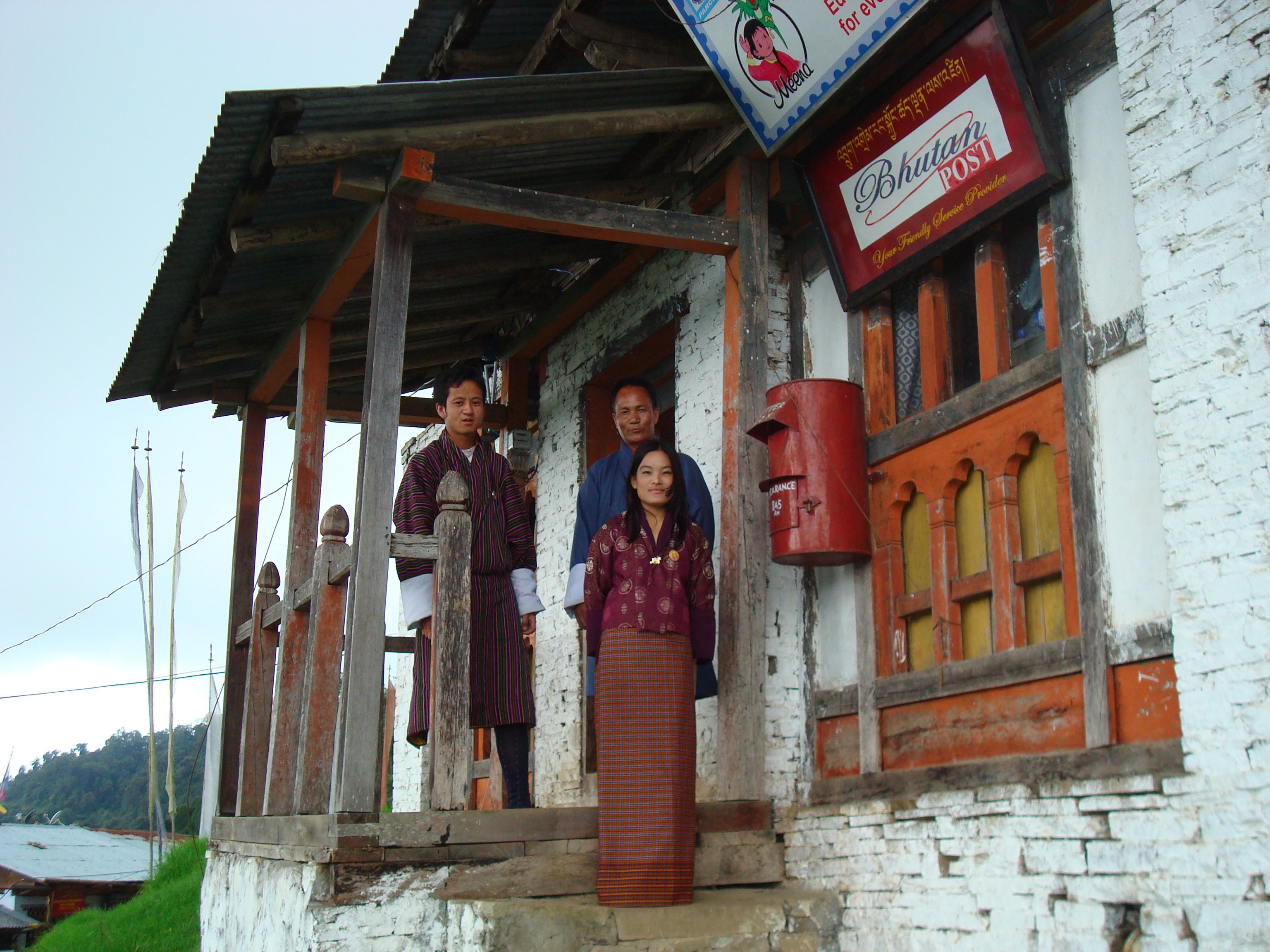
مديرة مكتب البريد أمام مكتب بريد وامرونغ في شرق بوتان